# Altes Land (Film)
Altes Land ist ein zweiteiliger deutscher Fernsehfilm aus dem Jahr 2020 nach der gleichnamigen Romanvorlage von Dörte Hansen. Der Film entstand unter der Regie von Sherry Hormann und wurde im Auftrag des ZDF von der UFA Fiction produziert.

## Handlung
Der Film erzählt eine Familiengeschichte über drei Generationen auf mehreren Zeitebenen. Die fünfjährige Vera flüchtet 1945 mit ihrer Mutter Hildegard von Kamcke aus Ostpreußen. Veras Vater wurde dort erschossen, ihr kleiner Bruder starb auf der Flucht. Sie stranden auf dem Apfelhof von Ida Eckhoff im Alten Land, wo sie als Flüchtlinge nicht willkommen sind. Vera spielt mit dem Nachbarskind Hinni Lührs, was aber vom gewalttätigen Vater Heinrich Lührs nicht geduldet wird. Veras Mutter Hildegard heiratet Idas Sohn Karl, der seelisch und körperlich verwundet aus dem Krieg zurückgekehrt ist.
Ida will ihre Schwiegertochter Hildegard nicht auf dem Hof akzeptieren und erhängt sich auf dem Dachboden, wo die junge Vera sie findet. Einige Jahre später lernt Hildegard in einem gehobenen Restaurant in Hamburg Fritz Jacobi kennen, für den sie Karl mit der Aussage „es hätte nie funktionieren können zwischen ihnen“ verlässt und ihre Tochter Vera für ein neues, gehobenes Leben auf dem Hof zurücklässt. Mit Fritz Jacobi bekommt sie eine weitere Tochter – Marlene. Zu Vera hält sie nur über gelegentliche Briefe Kontakt. Vera bleibt bei Karl Eckhoff auf dem Hof zurück, der sich liebevoll um sie kümmert. Vera unterstützt Karl auf dem Hof und beginnt nach dem Abi ein Zahnmedizin-Studium in Hamburg. Nach ihrem Studium eröffnet sie die erste Zahnarztpraxis im Landkreis. Hinni Lührs verehrt Vera weiter, doch konnte er sich gegen seinen gewalttätigen Vater nicht durchsetzen und heiratete eine andere Frau. Marlene von Kamckes Kinder sind Thomas, ein in den USA lebender Pianist, sowie Anne, die nicht nur als Konzertpianistin, sondern auch als Schreinerin ausgebildet ist. Sie lebt zusammen mit dem erfolglosen Autor Christoph und dem gemeinsamen Sohn Leon.
Als Karl stirbt, brechen alte Verletzungen auf. Hinni Lührs, inzwischen Witwer, kocht für Vera und setzt sich bei der Beerdigung zu Vera in die leere Kirchenbank. Marlene und Anne kommen zu spät zur Beerdigung. Vera leiht ihrer „halben Schwester“ Marlene nach einem Streit einen Ordner mit Briefen und Bildern ihrer Mutter Hildegard. Marlene gibt an, von der Vergangenheit Veras nichts gewusst zu haben.
Zurück in Hamburg entdeckt Anne, dass Christoph ein Verhältnis mit einer anderen Frau hat. Mit ihrem Sohn Leon zieht sie aus und steht vor Veras Tür, so wie einst Hildegard mit Vera vor Idas Tür gestanden hat. Vera weist sie zunächst ab, lässt sich aber nach einiger Zeit umstimmen. So zieht Anne mit Leon zunächst in das kalte Zimmer unterm Dach, in das einst ihre Großmutter Hildegard mit ihrer Tante Vera einquartiert wurde. Sie darf später in das Schlafzimmer mitten im Haus ziehen, das Karl bis zuletzt bewohnt hatte. Anne repariert mit ihrer Schreinertruppe die alten Fenster im Haus und setzt weitere Reparaturen am Hof um.
Anne begleitet ihre Mutter Marlene auf eine Fahrt nach Masuren und Ostpreußen, um Hildegards Heimat zu besuchen. In einer Rückblende sieht man, wie Karl als alter Mann immer unruhiger wurde und nachts von Albträumen verfolgt wird. Er bittet Vera um Hilfe. Sie gibt ihm daraufhin ein starkes Medikament, nach dessen Einnahme er einschläft und stirbt.

## Hintergrund
Die Aufnahmen zum Film entstanden im Zeitraum vom 25. März 2019 bis zum 24. Mai 2019. Gedreht wurde der Zweiteiler u. a. in Hamburg, Stade und Dollern und insbesondere an Schauplätzen im Alten Land. Neben dem Lühe-Anleger in der Samtgemeinde Lühe dienten dort der Harmshof im Ortsteil Königreich der Gemeinde Jork sowie der Hof Moje in Jork-Wisch als Hauptdrehorte.

## Rezeption

### Kritik
„Altes Land lebt zum großen Teil von seinem außergewöhnlich tollen Ensemble. […] Sherry Hormann findet im Alten Land für die Erzählung wunderschöne Bilder, und mit dieser Mischung […] schafft sie es zu berühren. Nicht ganz frei von Kitsch, aber das haben Film und Buch ja dann wieder gemeinsam.“

### Einschaltquoten
Die Premiere des ersten Teils mit dem Titel Ankommen wurde am 15. November 2020 von 5,29 Millionen Zuschauern zur Hauptsendezeit im ZDF verfolgt, was einem Marktanteil von 14,6 Prozent entspricht.
Am Folgetag schauten 4,67 Millionen Zuschauer den zweiten Teil mit dem Titel Bleiben, was einem ein Marktanteil von 13,7 Prozent entspricht.

## DVD-Veröffentlichungen
- 2020: Altes Land (Pandastorm, EAN/UPC: 4260428052968, Erscheinungstermin: 11. Dezember 2020)[7]

## Auszeichnungen
- 2021: Silver Bird Prize der Seoul International Drama Awards[8]